# Bernard Voïta
Bernard Voïta (* 2. Juni 1960 in Cully) ist ein Schweizer Künstler.
Bernard Voïta studierte ab 1981 an der Ecole supérieure d'art visuel (ESAV, heute: HEAD) in Genf, wo er hauptsächlich die Ateliers seiner Lehrer Chérif und Silvie Defraoui besuchte. Gegen Ende seines Studiums, ab 1985/1986 beschäftigte er sich vornehmlich mit dem Medium der Fotografie. Ab 1988 stellte er seine Arbeiten regelmässig auf Ausstellungen im In- und Ausland aus.
Seit 1989 lebt Bernard Voïta in Brüssel.

## Ausstellungen (Auswahl)
- 1988: Shedhalle, Zürich (Einzelausstellung)
- 1990: Centre Culturel Suisse, Paris (Einzelausstellung)
- 1994: Musée de l’Elysée, Lausanne (Einzelausstellung)
- 1997: Kunsthalle Zürich (Einzelausstellung)
- 1999: Kunstmuseum Bern (Gruppenausstellung Pixel, Print, Pigmente)
- 2003: Museum Kunst Palast, Düsseldorf (Gruppenausstellung The endless enigma. Dali and the magicians of multiple meanings)
- 2005: Musée cantaonal des Beaux-Arts de Lausanne (Einzelausstellung TRAX)
- 2006: Etablissement d'en Face, Brüssel (Einzelausstellung)[2]
- 2014: Extra City Kunsthal, Antwerpen (Gruppenausstellung Allegory of the Cave Painting)
- 2014: Centre d'art contemporain, Yverdon-les-Bains (Einzelausstellung Le Jardin d'Omar)
- 2016: FRAC Bretagne, Châteaugiron (Gruppenausstellung Paysages contemporains)
- 2018: Kunstmuseum Solothurn (Einzelausstellung recto verso)[3]

## Auszeichnungen (Auswahl)
- 1988: Eidgenössischer Kunstpreis
- 1990: Eidgenössischer Preis für freie Kunst Kiefer Hablitzel
- 1994: Manor Kunstpreis
- 1995: Eidgenössischer Kunstpreis
- 2004: Prix du Jury Accrochage (Waadt)

## Werke in öffentlichen Sammlungen (Auswahl)
- Metropolitan Museum of Art, New York (USA)
- FRAC Poitou-Charentes, Angoulême (FR)
- Kunstmuseum Bern (CH)
- Schweizerische Eidgenossenschaft, Bundesamt für Kultur, Bern (CH)
- FRAC Franche-Comté, Besançon (FR)
- FRAC Bretagne, Châteaugiron (FR)
- Sprengel Museum, Hannover (DE)
- Musée Cantonal des Beaux-Arts, Lausanne (CH)
- FRAC Limousin, Limoges (FR)
- Fonds national d'art contemporain, Centre Georges Pompidou, Paris (FR)
- MUMOK, Museum Moderner Kunst, Stiftung Ludwig, Wien (AT)
- Kunsthaus Zürich (CH)